# Cenerentola assassina
Cenerentola assassina è un film del 2004 diretto da Enrico Bernard.

## Trama
Sotto un ponte in periferia viene rinvenuto un cadavere. L'indagine sul delitto porterà ad un Fight Club tutto femminile.